# 山家鎮區 (阿肯色州巴克斯特縣)
山家鎮區（英語：Mountain Home Township）是位於美國阿肯色州巴克斯特縣的一個行政鎮區。

## 地方資料
山家鎮區的面積為135.43平方千米，當中陸地面積為135.20平方千米，而水域面積為0.23平方千米。根據2010年美國人口普查的數據，當地共有人口19569人，而人口密度為每平方千米144.5人。